# Anke de Vries
Anke de Vries (Sellingen, 5 december 1936) is een Nederlandse kinderboekenschrijfster. Ze heeft 79 boeken en publicaties geschreven en heeft daarmee diverse prijzen gewonnen.

## Levensloop
Het grootste deel van haar leven woonde Anke de Vries op de Veluwe. Na haar diploma op de middelbare school in Ede gehaald te hebben, ging ze reizen. Ze kwam onder andere in Griekenland en Frankrijk. In 1957 trouwde ze met de Fransman Laurent Félix-Faure en woonde met hem jaren in verschillende landen. Na onder andere in Pakistan gewoond te hebben kwamen ze in 1963 in Den Haag wonen. Sinds 2002 woont en werkt Anke de Vries in Frankrijk. Ze heeft twee dochters en een zoon.
Haar man had door dat ze goed kon schrijven, waarna ze op zijn aandringen een snelcursus creatief schrijven volgde. Dit resulteerde in 1972 in haar eerste boek. Hierop volgden tientallen boeken en publicaties. Ze maakte onder andere schoolboekjes en lesboeken, maar ook leesboeken voor jeugd en volwassenen. Anke de Vries maakte naam met haar eerste boek De vleugels van Wouter Pannekoek.  Ze schreef het toen ze actie voerde in de buurt waar ze toen woonde.

## Bekroningen
Voor de volgende boeken heeft Anke de Vries een prijs gewonnen:
- 1993 Prijs van de Nederlandse Kinderjury 10 t/m 12 jaar voor Blauwe plekken
- 1993 Prijs van de Nederlandse Kinderjury 13 t/m 16 jaar voor Blauwe plekken
- 1992 Prijs van de Kinder- en Jeugdjury Limburg 10 t/m 12 jaar voor Kladwerk
- 1991 Prijs van de Nederlandse Kinderjury 10 t/m 12 jaar voor Kladwerk
- 1991 Tip van de Nederlandse Kinderjury 13 t/m 16 jaar voor Kladwerk
- 1989 Tip van de Nederlandse Kinderjury 13 t/m 16 jaar voor Opstand!
- 1986 Prijs van de Kinder- en Jeugdjury Limburg 12 jaar en ouder voor Medeplichtig
- 1976 Zilveren Griffel voor Het geheim van Mories Besjoer